# The Alchemist (Händel)

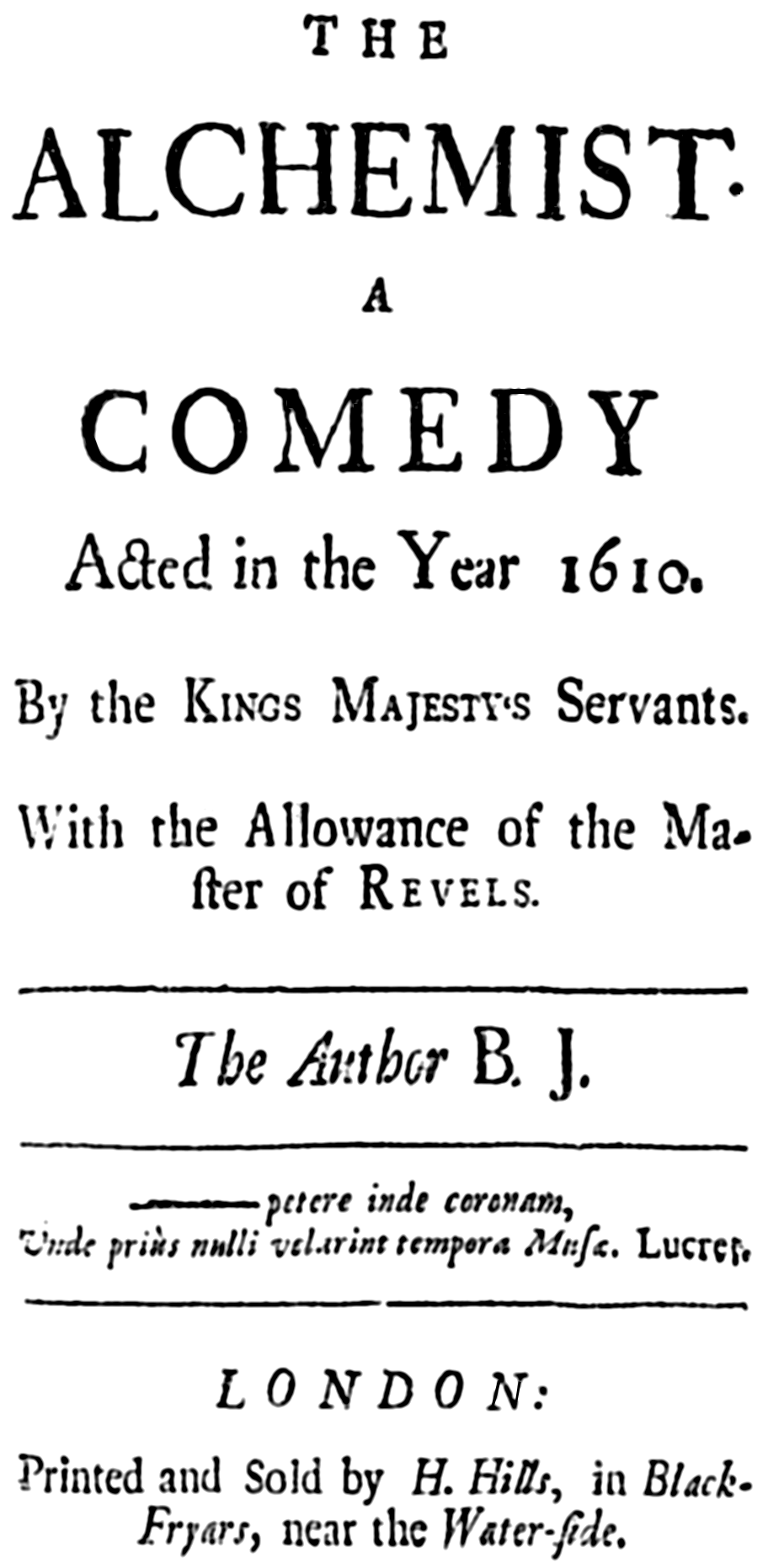
Titelblatt von Ben Jonsons Schauspiel, London 1710

The Alchemist oder The Alchymist (deutsch Der Alchemist, HWV 43) ist die Schauspielmusik, die für die Aufführung von Ben Jonsons Komödie The Alchemist am Londoner Queen’s Theatre am 14. Januar 1710 zusammengestellt wurde. Dies ist das Werk eines anonymen Bearbeiters mit Musik von Georg Friedrich Händel.

## Entstehung

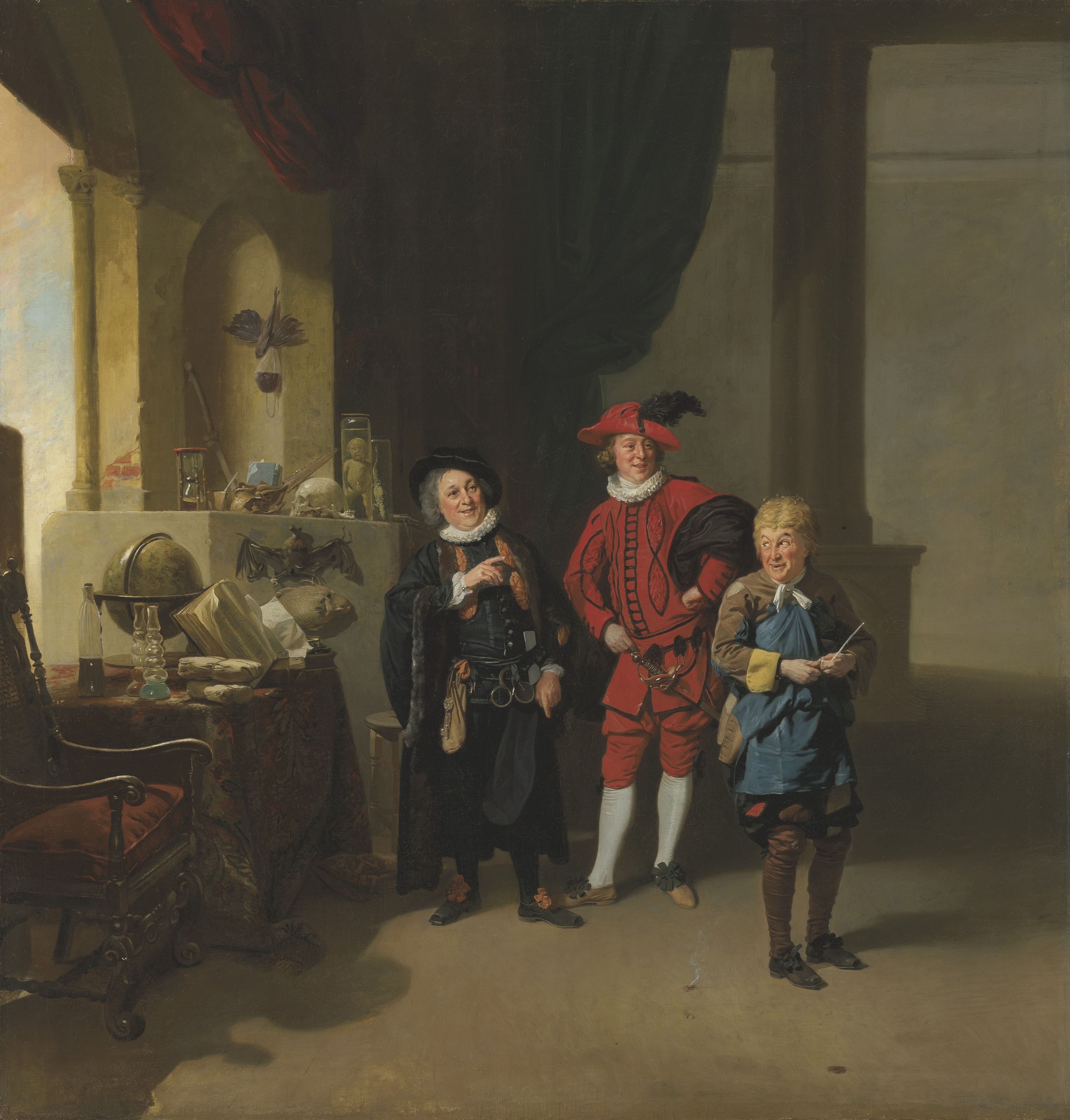
„David Garrick as Abel Drugger in Jonson’s The Alchimist“, Johann Zoffany, ca. 1770

Obwohl Händel als Opern- und Oratorienkomponist fast fünfzig Jahre lang für die Londoner Theater tätig war, schrieb er nur wenig eigentliche Schauspielmusik für Theaterstücke. Das einzige größere Projekt war die Musik zu Tobias Smolletts Alceste (siehe Händels Alceste), doch fand die für 1750 im Covent Garden Theatre geplante Aufführung niemals statt. Nur drei Lieder für Stücke von John Gay (The What D’ye Call It, 1715), James Miller (The Universal Passion, 1737) und William Congreve (The Way of the World, 1740) wurden speziell für das englische Theater komponiert und zu Händels Lebzeiten aufgeführt. 1745 komponierte er den Epilog für eine private Inszenierung von John Miltons Comus (siehe Händels Comus).
Allerdings war eine seiner ersten Opernouvertüren als Bühnenmusik für eine Wiederaufführung von Jonsons Alchemist im Jahre 1710 verarbeitet worden. Die Musik besteht – entsprechend der Praxis im spätrestaurativen England (ca. 1680–1710) – aus neun „Aktmelodien“, von denen vier, als „erste Musik“ und „zweite Musik“ gepaart, gespielt wurden, während die Zuschauer ihre Plätze einnahmen. Die anderen fünf beendeten den Prolog und die ersten vier Akte des aus fünf Akten bestehenden Stückes. Henry Purcell und viele andere angesehene Komponisten schrieben solche Aktmelodien für zeitgenössische Produktionen, die von dem Londoner Verleger John Walsh um 1700 auch regelmäßig im Druck veröffentlicht wurden.
Ben Jonsons 1610 geschriebene Komödie war im Januar 1710 am Queen’s Theatre in Haymarket noch einmal aufgeführt worden. Die Musik war zwar in Italien, aber nicht von einem Italiener komponiert worden, denn acht von den neun Melodien stammen aus der langen Ouvertüre zu Händels erster italienischer Oper Vincer se stesso e la maggior vittoria, die im Herbst des Jahres 1707 in Florenz inszeniert und später unter dem Titel Rodrigo (HWV 5) bekannt wurde.
Dies war sehr wahrscheinlich, neben der Arie Ho un non so che nel cor aus Agrippina, Händels erste in England gespielte Musik. An der Auswahl und dem Arrangement war er so gut wie sicher nicht beteiligt, da er erst mehrere Monate nach der Aufführung in England eintraf. Man muss also davon aus gehen, dass sie irgendwie anders nach London kam, wo sie von jemandem bearbeitet wurde, der Beziehungen zum Queen’s Theatre unterhielt und vielleicht auch das „Prelude“ (Nr. 2, HWV Anh. B 363) komponierte, das nicht aus der Rodrigo-Ouvertüre stammt, aber als einzige Nummer die offenbar hektische Atmosphäre des Stückes widerspiegelt. Anthony Hicks und ihm folgend Donald Burrows waren der Meinung, dieser in B-Dur stehende Satz stammt nicht von Händel. John H. Roberts plädierte jedoch in jüngster Zeit für deren Echtheit mit dem Hinweis, Händel habe das „Prelude“ als Ausgangspunkt für den Marsch in B-Dur in Rinaldo (HWV 7) genommen. Wie Walsh in den Besitz der Komposition gekommen sein will, bleibt freilich ungeklärt.
Die übrige Musik ist reinster Händel und macht – ob als Ouvertüre zu Rodrigo oder als Zwischenaktmusik – sehr schön den neuen, graziösen Stil deutlich, den der junge Händel sich im ersten Jahr seines Italienaufenthaltes zu eigen gemacht hatte.
John Walsh kündigte seine erste Ausgabe von Händels Bühnenmusik im Juli 1710 als

“A New Set of Tunes Compos’d by an Italian Master in the Play call'd the Alchimist.”

„Eine neue Zusammenstellung von Melodien eines italienischen Meisters im Schauspiel namens Der Alchimist.“

an. Es erschien in vier Stimmheften für zwei Violinen, Viola und Bass und wurde bei einer späteren Ausgabe (1732/33) von John Walsh jun. auf eine dreistimmige Besetzung reduziert. Wie eine Londoner Zeitung anlässlich einer erneuten Aufführung von Jonsons Komödie ankündigte, würde dieses Stück mit

“[…] select Pieces of Musick, compos’d by Sig. Corelli, Sig. Vivaldi, Sig. Geminiani, and Mr. Handel, and Entertainments of Dancing”

„[…] ausgewählten Musikstücken, von Herrn Corelli, Herrn Vivaldi, Herrn Geminiani und Herrn Händel, sowie Tänzen zur Unterhaltung“

gegeben. Händels Anteil an dieser späteren Bühnenmusik bestand außerdem noch aus sechs Opernarien. Walsh jun. druckte diese Stücke um 1732/33 als The Tunes for the Alchimist und Six songs in seven parts, die schon im 19. Jahrhundert von Michael Rophino Lacy als Arien aus Giulio Cesare, Poro, Partenope, Admeto, Rinaldo und Riccardo Primo identifiziert wurden.

## Die Komödie
Die Komödie The Alchemist ist eines der herausragenden satirischen Stücke seiner Zeit: Es handelt von drei Betrügern, die behaupten, der Alchemie mächtig zu sein, und damit die Leichtgläubigkeit und die Gier ihrer Opfer ausnutzen. Deren Täuschungs-Maschinerie dreht sich immer schneller bis sich die Betrüger überschätzen und die Blase platzt.
Zuerst im Jahre 1610 in Oxford durch die erfolgreichste Londoner Theatertruppe der Zeit The King's Men aufgeführt, wird das Stück im Allgemeinen als Jonsons beste und charakteristischste Komödie bezeichnet. Samuel Taylor Coleridge behauptete, dass es eines der drei vollkommensten Handlungen in der Literaturgeschichte bis zu seiner Zeit hatte. Das Schauspiel erfüllt vorbildlich die klassischen Erfordernisse des Theaters der Renaissance und die lebendige Darstellung der menschlichen Dummheit haben es zu einem der wenigen Stücke der Zeit gemacht, die sich (abgesehen von den Werken Shakespeares) einen festen Platz auf der Bühne bis in die Gegenwart gesichert haben.

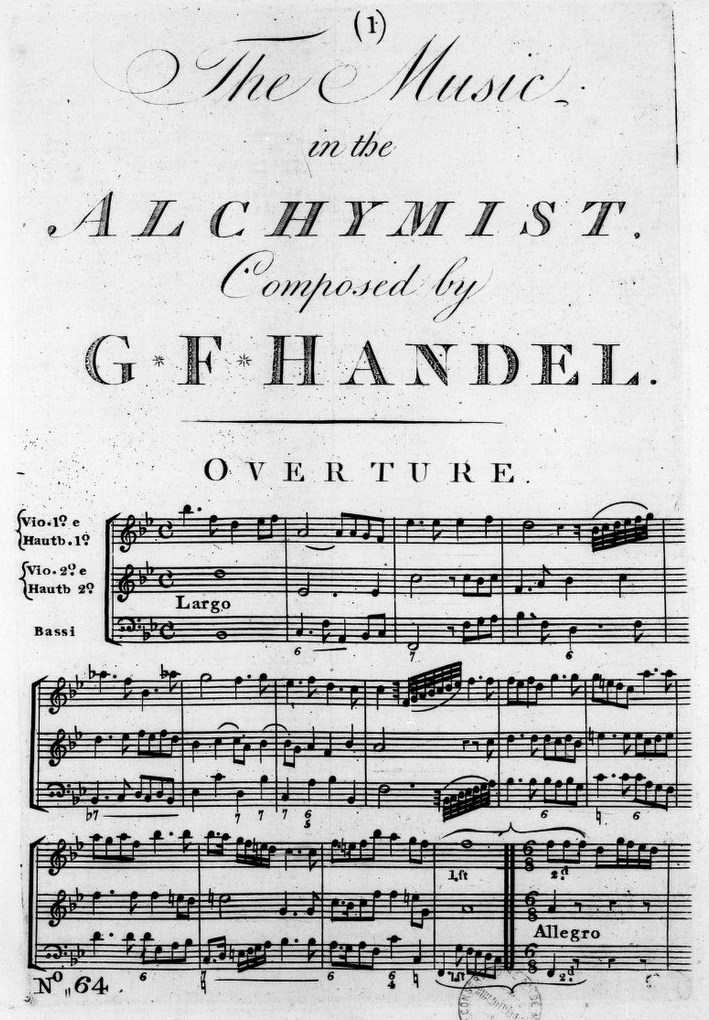
Beginn der Ouverture. Druck der dreistimmigen Ausgabe von Samuel Arnold, London 1790.

## Musik
Die Aufführungsdauer der Händelschen Schauspielmusik beträgt 15 bis 16 Minuten.
| 1. Ouverture.             |                     |
| 2. (Prelude.) bzw. (Air.) | (nicht von Händel?) |
| 3. Minuet.                |                     |
| 4. Saraband.              |                     |
| 5. Boree.                 |                     |
| 6. Aire.                  |                     |
| 7. Minuet.                |                     |
| 8. Aire (Gavotte).        |                     |
| 9. Jigg.                  |                     |

## Orchester
Zwei Oboen, Streicher, Basso continuo.

## Diskografie
- L’oiseau-Lyre (Decca) DSLO 598 (1982): Academy of Ancient Music; Dir. Christopher Hogwood (16 min)
- SM5000 SMCD 5091 (2000): CBC Vancouver Orchestra; Dir. Monica Huggett (16 min)
- Naxos 8555712 (2001): European Union Baroque Orchestra; Dir. Roy Goodman (15 min)
- Brilliant Classics 94600 (2006): Musica ad Rhenum; Dir. Jed Wentz (19 min)